# Platte Woods
Platte Woods – miasto w Stanach Zjednoczonych, w stanie Missouri, w hrabstwie Platte.